# Свети Андрей (Ормос Прину)
Вижте пояснителната страница за други значения на Свети Андрей.
„Свети Андрей“ (на гръцки: Ιερός Ναός Αγίου Ανδρέα) е възрожденска православна църква, гробищен храм на село Принос на остров Тасос, Егейска Македония, Гърция, част от Филипийската, Неаполска и Тасоска епархия на Вселенската патриаршия.

## История
Църквата е разположена северно от Принос, на входа на Ормос Прину, северно от първокласния път. В счетоводните документи на Ватопедския манастир за 1897 г. са отбелязани 88 гроша за храма. През същата година Ксиропотам дава 502. Царските икони датират в 1897- 1899 година, което говори, че църквата е била завърщена в 1899 година.

## Архитектура
В архитектурно отношение е еднокорабна църква с дървен покрив и трем на западната страна. Външните размери на наоса са 12,72 m x 7,71 m, площта е 98,07 m2, а дебелината на стените 0,80 m. Вратата е двойна в средата на западната страна и отвън е със свод. Осветлението става чрез три северни и три южни прозореца. На западната стена има полукръгла ниша. Подът на наоса е от плочи. Таванът е плосък от дървени летви. По протежение на северната и южната стена има пейки.
Иконостасът е таблен, резбован от местни майстори. Има две врати и осем царски икони: „Свети Николай“ с надпис „Αύτη η αγία εικών εζω / γραφίσθη διά χειρός Ιωάνν./ Ζωγράφου. Δι ́εξώδων / Γεωργίου Καπετάν Ανδρέα / τη 13 Φεβρουαρίου 1898“, северна врата, „Свети Андрей“ „Αύτη η αγία εικών εζω / γραφίσθη διά χειρός Ιωάνν./ Ζωγράφου. Δι ́εξώδων / Βασιλείου Καψάλη / τη 12 φεβρουαρίου 1899“, „Света Богородица Одигитрия“ с надпис „∆ηά χειρός Ιωάννου Ζωγράφου. Δηα εξόδου Φωτήου Ιωάννου Ζαχαροπλάστου 1897“, царските двери, „Христос Вседържител“ с надпис „Αύτη η αγία εικών εζω / γραφίσθη διά χειρός Ιωάννου Ζωγράφου Δι ́/ εξώδων Δημητρίου Καψάλη / 9 Φεβρουαρίου 1898“, „Свети Йоан Предтеча“ с надпис „Αύτη η αγία εικόν / ζωγραφήσθη υπό (Ιω.)/ Ζωγράφου. Δι ́εξόδον / Αναστασίου Ι. Καψάλη / 1898“, „Св. св. Константин и Елена и Архангел Михаил“, „Благовещение Богородично“ и „Свети Спиридон и Свети Модест“ с надпис „Αύτη η αγία εικόν εζωγρα / φίσθη δι ́εξόδον / Βασιληκού / Τσολακάρη, 1898“. Над царските икони има ред по-малки икони. Над тях зона с ромбове и над тях 12 икони на Великите празници. Иконостасът е увенчан с дантела и разпятие, около което има два змея.
Светилището се извисява с една стъпка. Апсидата е полукръгла и няма вентилационен отвор. Протезисът, диакониконът и двете ниши на северната и южната стена са полукръгли. Измазана е само в западната част на трема. Покривът е двускатен със скосяване на изток, а тремът има отделен покрив. Покритието е с керемиди.